# Guillaume Belhomme
Pour les articles homonymes, voir Belhomme.
Ne doit pas être confondu avec le pianiste Guillaume Bellom
Guillaume Belhomme, né le 31 mars 1976 à Nantes, est un écrivain, musicien et éditeur français.

## Musique
Guitariste, chanteur et compositeur, Guillaume Belhomme forme au milieu des années 1990 à Rennes le groupe Gypsophile, qui connaîtra plusieurs formations allant du duo au sextet et publiera des disques sur des labels aussi différents que Elefant Records (Espagne), Clover Records (Japon), Radio Khartoum (USA), Blackbean and Placenta Tape Club (USA), Noise Digger (France) puis Lenka lente, association créée en 2004. D’une pop claire chantée en anglais, le groupe est peu à peu passé, sous l’influence de l'écoute du jazz et de l’improvisation, à une « chanson tortueuse, assez lente, aux mots rares », aussi appelée « chanson free ». Publié en 2006, Assunta est à ce jour le dernier album de Gypsophile.
Des chansons de Gypsophile ont été utilisées dans le film Medicine for Melancholy de Barry Jenkins et dans la série Netflix Todas Las Veces Que Nos Enamoramos (Chaque fois qu'on s'est aimés) de Carlos Montero.

## Presse
En 2004, il commence à signer sous le pseudonyme « grisli » des chroniques de disques pour le site internet Infratunes. De cette signature naîtra le site puis la revue papier le son du grisli, dédiés aux « bruits qui changent de l’ordinaire ».  En 2022, les éditions Lenka lente publient une anthologie du son du grisli, florilège de chroniques de disques, portraits et interviews de musiciens, comptes-rendus de concerts… publiés entre 2004 et 2022.  
Dans le même temps, il a pu collaborer, entre autres, aux revues Jazz Hot, Les Inrockuptibles (interviews d'Ornette Coleman, Joëlle Léandre, Evan Parker, Henry Grimes...), Volume, Mouvement, Improjazz… 

## Littérature
En 2008, il publie aux éditions Le Mot et le Reste une biographie du musicien de jazz Eric Dolphy, dont la traduction anglaise est parue aux éditions Wolke Verlag, ainsi qu’un texte évoquant l’œuvre For Bunita Marcus du compositeur américain Morton Feldman. L’année suivante, c’est, chez le même éditeur, la première partie d’une anthologie du jazz en deux volumes, Giant Steps / Way Ahead, que les éditions du Layeur rééditeront en 2017 en un volume sous le titre Jazz en 150 figures.
En 2013, Belhomme relance Lenka lente, qui deviennent les éditions Lenka lente, diffusées par les Presses du Réel. La maison indépendante édite ou réédite des études sur la musique et de courts textes littéraires - "la beat generation, les écrivains fin-de-siècle et les hérétiques" dixit Le Matricule des anges. Certaines de ces publications ont été illustrées sur CD par des musiciens tels que Nurse With Wound (une quinzaine de collaborations avec le groupe culte à ce jour), Lee Ranaldo (guitariste de Sonic Youth), Daunik Lazro, Bill Nace, Daniel Menche ou My Cat Is An Alien.
A la fin des années 2010, Belhomme retourne au "rock indépendant" qu'il écoutait à Rennes, adolescent. Il signe ainsi, pour la collection Discogonie des éditions rouennaises Densité, les livres My Bloody Valentine : Loveless et PJ Harvey : Dry. Publiée en 2019 aux éditions du Layeur, l'anthologie Pop fin de siècle revient, elle, sur le parcours de 90 groupes ou chanteurs / chanteuses de rock indépendant (Nick Cave, The Fall, Morrissey, My Bloody Valentine, Pixies, Sonic Youth, Cure mais aussi Daniel Johnston, The Ex, The Jesus & Mary Chain, Arto Lindsay...) qualifié dans la presse de "sacred bordello ou maelstrom assez hallucinant".

## Discographie

### Albums
- Assunta (Lenka lente, 2006)
- Les profils des dômes (Lenka lente, 2004)
- Éloquence des fatigués (Noise Digger, 2003)
- Gypsophile versus Shop, 2 musiciens en crise (Radio Khartoum, 2002)
- De loin, les choses (Radio Khartoum, 2001)
- Unaneelmi (Clover Records, 2000)

### Autres
- Songs Of A Thousand Nights, mini lp (Radio Khartoum, 1998)
- The Lazy Dance, 7" (Clover records, 1998)
- 4 Illusions 2 faces, 7" (Blackbean and Placenta Tapes, 1998)
- Apart in Alep, mini lp (Elefant records, 1997)